# Florian Stork
Florian Stork, né le 27 avril 1997 à Bünde, est un coureur cycliste allemand.

## Biographie
Florian Stork commence sa carrière internationale en 2016 avec l'équipe continentale Sauerland NRW p/b Henley & Partners. L'année suivante, il rejoint Development Team Sunweb, l'équipe espoir de l'UCI WorldTeam Sunweb. Avec cette équipe, il prend la cinquième place du Tour Alsace, son premier résultat au niveau international, où il porte également le maillot de leader pendant une journée. Après de bonnes performances à l'entraînement durant l'hiver 2018-2019, il rejoint en mars 2019 l'équipe World Tour Sunweb.
Stork signe un contrat avec l'équipe Tudor pour les saisons 2024 à 2026.

## Palmarès

### Par année
- 2015
  - 2e du championnat d'Allemagne de course aux points juniors
- 2019
  - 2e du championnat d'Allemagne du contre-la-montre espoirs
  - 3e du Trofej Porec-Porec Trophy
- 2025
  - Trofeo Serra Tramuntana

## Résultats sur les grands tours

### Tour d'Italie
3 participations
- 2023 : abandon (8e étape)
- 2024 : 74e
- 2025 : 20e

### Classements mondiaux
| Année                                 | 2017  | 2018  | 2019  | 2020 | 2021 | 2022  | 2023  | 2024 |
| ------------------------------------- | ----- | ----- | ----- | ---- | ---- | ----- | ----- | ---- |
| Classement mondial                    | 2637e | 1863e | 1148e | 825e | nc   | 2288e | 1028e | 645e |
| UCI Europe Tour                       | 1773e | 1237e | 808e  | 660e | nc   | 1436e | nc    | nc   |
|                                       |       |       |       |      |      |       |       |      |
| Légende : nc = non classéSource : UCI |       |       |       |      |      |       |       |      |